# ييجي غروتوفسكي
ييجي ماريان غروتوفسكي (بالبولندية: Jerzy Marian Grotowski)‏ (جيشوف، 11 أغسطس 1933 - بونتيديرا، 14 يناير 1999) مخرج مسرحي بولندي، يعتبر مؤسس ومخرج المعمل المسرحي الذي يعتبره البعض أهم تجربة مسرحية في عصرنا.

## مدرسة غروتوفسكي
لم يحدث أن استطاع مخرج كبير منذ ستانسلافسكي أن يبحث بمثل هذا العمق والنظرة الشاملة في طبيعة فن التمثيل ومعناه وأدواته، أو في العمليات العقلية والجسمانية والشعورية التي تعتبر جزءاً لا يتجزأ من هذا الفن.
و لقد شرح غروتوفسكي نظريته في مقال هام أسماه «نحو مسرح فقير».

## نحو مسرح فقير
يقول جروتوفسكي في مقالته: «ينفد صبري أحيانا عندما يسألني سائل : ما هو الأصل في عروضك المسرحية التجريبية؟».
فمثل هذا السؤال يفترض مسبقا أن العمل المسرحي التجريبي لابد وأن يستخدم تكتيكا جديدا في كل مرة وأنه الفرع وليس الأصل. ويفترض أيضا أن نتيجة العمل المسرحي التجريبي لابد أن تكون اسهاما جديدا في فن المسرح المعاصر وذلك مثل المناظر المسرحية التي يستخدم المخرج في تصميمها بعض الأفكار في فن النحت المعاصر أو من الإمكانات الإلكترونية، أو مثل استخدام الموسيقي المعاصرة أو أن يجعل الممثلين يؤدون بأسلوب شخصيات الكاباريه النمطية أو مهرجي السيرك. وأنا أعرف هذا الأسلوب في التجريب جيداً، ولقد كنت ذات يوم جزءا منه.
أما عروضنا في المعمل المسرحي فهي تسير في اتجاه آخر. فنحن نحاول في المقام الأول أن نتحاشي اتباع أسلوب واحد بل ننتقي ما نعتبره الأفضل من مختلف الأساليب، محاولين في ذلك أن نقاوم التفكير في المسرح باعتباره تجميع لعدة تخصصات فنية. ونحن نهدف الي تحديد طبيعة المسرح التي تميزه عن سائر فنون العرض والأداء. وثانيا فإن عروضنا هي عبارة عن بحوث مستفيضة في العلاقة بين الممثل والجمهور. وبمعني آخر فنحن نعتبر أن تكتيك الممثل هو جوهر الفن المسرحي.

## روابط خارجية
- ييجي غروتوفسكي على موقع IMDb (الإنجليزية)
- ييجي غروتوفسكي على موقع الموسوعة البريطانية (الإنجليزية)
- ييجي غروتوفسكي على موقع مونزينجر (الألمانية)
- ييجي غروتوفسكي على موقع قاعدة بيانات برودواي على الإنترنت (الإنجليزية)